# Plan de Iguala, Veracruz
Plan de Iguala är en ort i Mexiko.   Den ligger i kommunen Las Choapas och delstaten Veracruz, i den sydöstra delen av landet, 600 km öster om huvudstaden Mexico City. Plan de Iguala ligger 55 meter över havet och antalet invånare är 278.
Terrängen runt Plan de Iguala är kuperad åt sydväst, men åt nordost är den platt. Runt Plan de Iguala är det ganska glesbefolkat, med 45 invånare per kvadratkilometer. Närmaste större samhälle är Pedregal Moctezuma 2da. Sección, 14,9 km nordost om Plan de Iguala. Omgivningarna runt Plan de Iguala är en mosaik av jordbruksmark och naturlig växtlighet.